# Idwal Foel
Idwal ab Anarawd (885? - †942), également surnommé Idwal Foel (le Chauve) fut roi de Gwynedd pendant 26 ans de 916 à 942

## Biographie
Idwal hérite du trône de Gwynedd à la mort de son père, Anarawd ap Rhodri en 916. Il doit reconnaître le roi d'Angleterre Æthelstan comme suzerain légitime en 918 à Tamworth la capitale de la Mercie et il est présent à sa cour en 926 à Hereford, en 928 à Exeter en 932 à Worthy dans le Hampshire, en 934 à Winchester et Nottingham et à Dorchester en 935 lorsqu'il souscrit comme témoin à des chartes 
Après la mort d'Æthelstan, Idwal et son frère Elisedd prennent les armes contre les Anglais, mais furent tués dans une bataille en 942. Normalement le trône de Gwynedd aurait dû revenir à un de ses quatre fils, ce fut néanmoins sons cousin germain Howell le Bon, qui régnait alors déjà sur la plus grande partie du sud du Pays de Galles, qui annexa le Gwynedd en l'envahissant, forçant les héritiers légitimes à s'exiler. Après la mort de ce dernier, ils purent cependant reprendre le trône.

## Postérité
Idwal ab Anarawd fut le père de cinq fils:
- Idwal mort en 980 (?)
- Iago
- Rhodri mort en 968
- Ieuaf
- Meurig mort en 986

## Sources
- (en) Peter Bartrum, A Welsh classical dictionary: people in history and legend up to about A.D. 1000, Aberystwyth, National Library of Wales, 1993 (ISBN 9780907158738), p. 434 IDWAL FOEL ab ANARAWD (d..942).
- (en) Mike Ashley The Mammoth Book of British Kings & Queens Robinson (London 1998)  (ISBN 1841190969) « Idwal Foel (The Bald) ab Anarawd » p. 348.
- (en) David Walker Medieval Wales Cambridge University Press, Cambridge 1990 réédition 1999  (ISBN 0521311535) p. 235
- (en) Ann Williams, Alfred P. Smyth, D P Kirby A Bibliographical Dictionary of Dark Age Britain (England, Scotland and Wales c.500-c.1050).  Seaby London (1991)  (ISBN 1 852640472), « Idwal ap Anarawd » p. 158.
- (en) Kari Maund The Welsh Kings: Warriors, warlords and princes. The history Press, Stroud 2006  (ISBN 9780752429731) p. 59-65, 68-69, 73, 75-76, 239.